# 鋼蛋
阿爾貝·康坦（法語：Albert Quentin，1991年11月13日—），廣為人知的是其暱稱鋼蛋，法國Youtuber，祖籍法国蒙彼利埃，於瑞士日内瓦出生，自高中17岁於中國留學並寄宿於廣東佛山一家庭，之后升入厦门大学，隨後獲得工商管理硕士學位。能通流利法语，英语，普通話。為著名的Bilibili和YouTube創作者組合信誓蛋蛋的一員。